# Evisceracija (oftalmologija)
Evisceracija je odstranjenje sadržaja oka, ostavljajući skleralnu školjku i vanjske mišiće oka intaktnima. Procedura se obično izvodi za smanjenje boli ili estetskih razloga u slijepom oku, kao što je u slučajevima endoftalmitisa koji se odgovara na antibiotike. Okularna proteza može se staviti iznad evisceriranog oka kako bi se poboljšala estetika. 
I opća i lokalna anestezija mogu se koristiti tijekom evisceracije, s antibioticima i protuupalnim sredstvima koji se daju intravenski.